# 休·奥布赖恩特
休·唐纳森·奥布赖恩特（英語：Hugh Donaldson O'Bryant，1813年—1883年）为美国政治人物，于1851年至1852年间担任波特兰市首任市长。此后奥布赖恩特又成为了俄勒冈领地立法机构议事厅主席，还曾担任华盛顿领地立法机构成员。

## 早年生活
休·奥布赖恩特出生在美国佐治亚州富兰克林县，其父为传教士。由于他父亲的传教工作，奥布赖恩特的同年是与切罗基人一同度过的。后来他前往了阿肯色州，并于1843年初启程前往英美的争议领土俄勒冈国。最终他于1843年10月抵达俄勒冈城，并在此地通过开店谋生。